# Acústico (álbum de Luan Santana)
Acústico é o quarto álbum ao vivo do cantor e compositor brasileiro Luan Santana, o show de gravação realizado de forma acústica ocorreu no dia 17 de dezembro de 2014 nos Estúdios Quanta em São Paulo. Foi lançado no dia 14 de abril de 2015 pela Som Livre. O show teve uma produção em formato retrô, possui canções novas e sucessos antigos com novas roupagens, em um cenário estilo Nova Iorque.
Foi lançado um teaser do DVD no dia 25 de fevereiro de 2015 no canal oficial do Youtube do cantor, o vídeo é como se fosse um trailer de cinema.
| “ | “Eu e ela sempre fomos um só. Eu e a música e a música e eu. Ela nasceu comigo" | ” |

, diz o cantor no vídeo.

## Sobre o álbum

### Estética
O projeto foi de temática Anos 60, onde todos os convidados que foram escolhidos a dedo pelo cantor e sua equipe, foram vestidos a caráter da época.
Em abril de 2015, começou uma pré-venda no site do cantor, de uma edição limitada em 200 unidades que contém camiseta, bloco de notas, pôsters, e um disco de vinil do álbum autografado por Luan.

### Canções
O repertório do projeto trouxe além de regravações dos hits mais conhecidos de Luan, a presença de duas músicas que chamou bastante atenção do público, são elas "Falando Sério" e "Sufoco", no qual foram parte do primeiro projeto de Luan, ainda da fase Gurizinho, no qual Luan foi prejudicado quando a dupla João Bosco & Vinícius as regravou, se tornando assim grande sucessos na carreira da dupla.

## Turnê
O show de estreia da turnê do DVD ocorreu nos dias 27, 28 e 29 de março de 2015 no Citibank Hall em São Paulo e nos dias  04 e 5 de abril de 2015 no Citibank Hall do Rio de Janeiro. A turnê tem um total de 168 shows.
| Acústico Luan Santana datas | Acústico Luan Santana datas | Acústico Luan Santana datas | Acústico Luan Santana datas                               |
| Data                        | Cidade                      | País                        | Local                                                     |
| América do Sul              | América do Sul              | América do Sul              |                                                           |
| --------------------------- | --------------------------- | --------------------------- | --------------------------------------------------------- |
| 27 de março de 2015         | São Paulo                   | Brasil                      | Citibank Hall                                             |
| 28 de março de 2015         | São Paulo                   | Brasil                      | Citibank Hall                                             |
| 29 de março de 2015         | São Paulo                   | Brasil                      | Citibank Hall                                             |
| 4 de abril de 2015          | Rio de Janeiro              | Brasil                      | Citibank Hall                                             |
| 5 de abril de 2015          | Rio de Janeiro              | Brasil                      | Citibank Hall                                             |
| 10 de abril de 2015         | Bragança Paulista           | Brasil                      | Parque de Exposições Dr. Fernando Costa                   |
| 11 de abril de 2015         | Londrina                    | Brasil                      | Parque de Exposições Governador Ney Braga                 |
| 12 de abril de 2015         | São Francisco do Sul        | Brasil                      | Arena Walter Gama Lobo                                    |
| 18 de abril de 2015         | La Paloma                   | Paraguai                    | 17º Expo Regional Canindeyú                               |
| 20 de abril de 2015         | Araxá                       | Brasil                      | Parque de Exposições Agenor Lemos                         |
| 24 de abril de 2015         | Brusque                     | Brasil                      | Arena Multiuso Antônio Neco Heil                          |
| 25 de abril de 2015         | Chapecó                     | Brasil                      | Pavilhão 4 EFAPI                                          |
| 30 de abril de 2015         | Bálsamo                     | Brasil                      | Recinto de Exposições de Bálsamo                          |
| 1 de maio de 2015           | Itabira                     | Brasil                      | Parque de Exposições                                      |
| 2 de maio de 2015           | Taboão da Serra             | Brasil                      | Arena do Rodeio de Taboão da Serra                        |
| 8 de maio de 2015           | Lençóis Paulista            | Brasil                      | Recinto de Exposições José Oliveira Prado                 |
| 9 de maio de 2015           | Brasília                    | Brasil                      | Estacionamento do Mané Garrincha                          |
| 15 de maio de 2015          | Itajubá                     | Brasil                      | Parque de Exposições                                      |
| 16 de maio de 2015          | Varginha                    | Brasil                      | Varginha Country Fest                                     |
| 17 de maio de 2015          | Maringá                     | Brasil                      | Parque Internacional de Exposições Francisco Feio Ribeiro |
| 21 de maio de 2015          | São Paulo                   | Brasil                      | Villa Country                                             |
| 22 de maio de 2015          | Porto Alegre                | Brasil                      | Arena do Grêmio                                           |
| 23 de maio de 2015          | Curitiba                    | Brasil                      | Pedreira Paulo Leminski                                   |
| 23 de maio de 2015          | Sorocaba                    | Brasil                      | Arena Ayres                                               |
| 30 de maio de 2015          | Franca                      | Brasil                      | Parque de Exposições Fernando Costa                       |
| 4 de junho de 2015          | Alegre                      | Brasil                      | Parque de Exposições Geraldo Santos                       |
| 5 de junho de 2015          | Ourinhos                    | Brasil                      | Parque de Exposições                                      |
| 6 de junho de 2015          | Patos de Minas              | Brasil                      | Parque de Exposições Sebastião Alves do Nascimento        |
| 7 de junho de 2015          | Mauá                        | Brasil                      | Paço Municipal de Mauá                                    |
| 11 de junho de 2015         | Cáceres                     | Brasil                      | Arena FIP                                                 |
| 12 de junho de 2015         | Recife                      | Brasil                      | Chevrolet Hall                                            |
| 13 de junho de 2015         | Sinop                       | Brasil                      | Parque de Exposições da Acrinorte                         |
| 19 de junho de 2015         | Floresta                    | Brasil                      | Parque de Exposições                                      |
| 20 de junho de 2015         | Piritiba                    | Brasil                      | Fazenda Pau Ferro                                         |
| 21 de junho de 2015         | Ibicuí                      | Brasil                      | Fazenda Eldorado                                          |
| 23 de junho de 2015         | Irerê                       | Brasil                      | Praça Clériston Andrade                                   |
| 24 de junho de 2015         | Aracaju                     | Brasil                      | Praça de Eventos do Orla                                  |
| 26 de junho de 2015         | Mossoró                     | Brasil                      | Corredor Cultural                                         |
| 27 de junho de 2015         | Ibaté                       | Brasil                      | Parque de Exposições                                      |
| 2 de julho de 2015          | Rio de Janeiro              | Brasil                      | Barra Music                                               |
| 3 de julho de 2015          | Araçatuba                   | Brasil                      | Recinto de Exposições Clibas de Almeida Prado             |
| 4 de julho de 2015          | São Paulo                   | Brasil                      | Espaço das Américas                                       |
| 5 de julho de 2015          | São Gonçalo                 | Brasil                      | I9 Music                                                  |
| 9 de julho de 2015          | Rio Verde                   | Brasil                      | Parque de Exposições                                      |
| 10 de julho de 2015         | Água Boa                    | Brasil                      | Expovale                                                  |
| 11 de julho de 2015         | Colíder                     | Brasil                      | Expolíder                                                 |
| 16 de julho de 2015         | Ilicínea                    | Brasil                      | Festa do Peão                                             |
| 17 de julho de 2015         | São Gotardo                 | Brasil                      | Fenacen                                                   |
| 18 de julho de 2015         | Itapecerica da Serra        | Brasil                      | Festa do Peão de Boiadeiro                                |
| 19 de julho de 2015         | Itapira                     | Brasil                      | Festa do Peão                                             |
| 24 de julho de 2015         | Aracaju                     | Brasil                      | Villa Mix Festival                                        |
| 25 de julho de 2015         | Salvador                    | Brasil                      | Villa Mix Festival                                        |
| 26 de julho de 2015         | Itajaí                      | Brasil                      | Festa Nacional do Colono                                  |
| 28 de julho de 2015         | Macaé                       | Brasil                      | Parque de Exposições                                      |
| 30 de julho de 2015         | Ariquemes                   | Brasil                      | Expoari                                                   |
| 31 de julho de 2015         | Rio Branco                  | Brasil                      | Expoacre                                                  |
| 1 de agosto de 2015         | Manaus                      | Brasil                      | Estúdio V                                                 |
| 2 de agosto de 2015         | Itaguaí                     | Brasil                      | Parque de Exposições                                      |
| 7 de agosto de 2015         | Rio de Janeiro              | Brasil                      | Mocidade Independente                                     |
| 8 de agosto de 2015         | Petrópolis                  | Brasil                      | Serra Mix                                                 |
| 12 de agosto de 2015        | Guarapuava                  | Brasil                      | Expogua                                                   |
| 13 de agosto de 2015        | Ouro Fino                   | Brasil                      | Rodeio Festival                                           |
| 14 de agosto de 2015        | Juiz de Fora                | Brasil                      | Expoagro                                                  |
| 15 de agosto de 2015        | Rondonópolis                | Brasil                      | 43ª Exposul                                               |
| 20 de agosto de 2015        | São Bernardo do Campo       | Brasil                      | São Judas Demarchi                                        |
| 21 de agosto de 2015        | Barretos                    | Brasil                      | Festa do Peão de Boiadeiro de Barretos                    |
| 22 de agosto de 2015        | Palmas                      | Brasil                      | Villa Mix Palmas                                          |
| 25 de agosto de 2015        | Campo Grande                | Brasil                      | Villa Mix Festival                                        |
| 27 de agosto de 2015        | Araguari                    | Brasil                      | Expo Araguari                                             |
| 28 de agosto de 2015        | Ceilândia                   | Brasil                      | São João do Cerrado                                       |
| 29 de agosto de 2015        | Campinas                    | Brasil                      | Expo Dom Pedro                                            |
| 3 de Setembro de 2015       | Pará de Minas               | Brasil                      | Parque de Exposições                                      |
| 4 de Setembro de 2015       | Ribeirão Pires              | Brasil                      | Complexo Ayrton Senna                                     |
| 5 de Setembro de 2015       | Serrinha                    | Brasil                      | Vaquejada                                                 |
| 6 de Setembro de 2015       | Goiânia                     | Brasil                      | Villa Mix Festival                                        |
| 7 de Setembro de 2015       | Poá                         | Brasil                      | Expoá                                                     |
| 11 de Setembro de 2015      | Ponta Grossa                | Brasil                      | Efapi                                                     |
| 12 de Setembro de 2015      | Araraquara                  | Brasil                      | Clube Náutico                                             |
| 18 de Setembro de 2015      | Guaíra                      | Brasil                      | Parque de Exposições                                      |
| 19 de Setembro de 2015      | São Paulo                   | Brasil                      | Villa Mix Festival                                        |
| 25 de Setembro de 2015      | Jaguariúna                  | Brasil                      | Red Park                                                  |
| 26 de Setembro de 2015      | Bauru                       | Brasil                      | Recinto Mello de Moraes                                   |
| 27 de Setembro de 2015      | Campo Belo                  | Brasil                      | Praça da Estação                                          |
| 2 de Outubro de 2015        | Barra de São Francisco      | Brasil                      | Área de Eventos                                           |
| 3 de Outubro de 2015        | São José do Rio Preto       | Brasil                      | Recinto de Exposições                                     |
| 8 de Outubro de 2015        | Novo Hamburgo               | Brasil                      | Teatro Feevale                                            |
| 9 de Outubro de 2015        | Pelotas                     | Brasil                      | Associação Rural de Pelotas                               |
| 10 de Outubro de 2015       | São Borja                   | Brasil                      | Parque de Exposições Serafim Vargas                       |
| 11 de Outubro de 2015       | Júlio de Castilhos          | Brasil                      | Parque de Exposições Miguel Waihrich Filho                |
| 12 de Outubro de 2015       | Rio Grande                  | Brasil                      | Centro de Eventos                                         |
| 16 de Outubro de 2015       | Ubajara                     | Brasil                      | Castelo Clube                                             |
| 17 de Outubro de 2015       | Fortaleza                   | Brasil                      | Centro de Eventos do Ceará                                |
| 18 de Outubro de 2015       | Salvador                    | Brasil                      | Parque de Exposições                                      |
| 23 de Outubro de 2015       | Palmares Paulista           | Brasil                      | Recinto de Exposições                                     |
| 24 de Outubro de 2015       | Santos                      | Brasil                      | Capital Disco                                             |
| 25 de Outubro de 2015       | Penápolis                   | Brasil                      | Estádio Municipal                                         |
| 29 de Outubro de 2015       | Curitiba                    | Brasil                      | Teatro Positivo                                           |
| 30 de Outubro de 2015       | Curitiba                    | Brasil                      | Teatro Positivo                                           |
| 31 de Outubro de 2015       | Caldas Novas                | Brasil                      | Caldas Country Show                                       |
| 1 de Novembro de 2015       | Cuiabá                      | Brasil                      | Univag                                                    |
| 6 de Novembro de 2015       | Montes Claros               | Brasil                      | Parque de Exposições                                      |
| 7 de Novembro de 2015       | Macapá                      | Brasil                      | Parque de Exposições da Expofeira                         |
| 12 de Novembro de 2015      | Erechim                     | Brasil                      | Parque de Eventos                                         |
| 13 de Novembro de 2015      | São Miguel do Oeste         | Brasil                      | Faismo 2015                                               |
| 14 de Novembro de 2015      | São Paulo                   | Brasil                      | Expresso MIX                                              |
| 15 de Novembro de 2015      | Rio de Janeiro              | Brasil                      | Praça da Apoteose                                         |
| 19 de Novembro de 2015      | Campos dos Goytacazes       | Brasil                      | Multi Place Campos                                        |
| 20 de Novembro de 2015      | Marília                     | Brasil                      | Espaço T                                                  |
| 21 de Novembro de 2015      | Presidente Prudente         | Brasil                      | Rancho Quanto de Milha                                    |
| 25 de Novembro de 2015      | Salvador                    | Brasil                      | Wet'n Wild                                                |
| 27 de Novembro de 2015      | Palmeira das Missões        | Brasil                      | Parque de Eventos                                         |
| 28 de Novembro de 2015      | Esteio                      | Brasil                      | Parque Assis Brasil                                       |
| 29 de Novembro de 2015      | Bagé                        | Brasil                      | Ginásio do Militão                                        |
| 4 de Dezembro de 2015       | São Paulo                   | Brasil                      | Citibank Hall                                             |
| 5 de Dezembro de 2015       | Muriaé                      | Brasil                      | Parque de Exposições                                      |
| 6 de Dezembro de 2015       | Piracicaba                  | Brasil                      | Engenho Central                                           |
| 7 de Dezembro de 2015       | Teófilo Otoni               | Brasil                      | Parque De Exposições Pampulhinha                          |
| 11 de Dezembro de 2015      | Rio de Janeiro              | Brasil                      | Metropolitan                                              |
| 12 de Dezembro de 2015      | Ribeirão Preto              | Brasil                      | Ribeirão Country Fest                                     |
| 13 de Dezembro de 2015      | Marialva                    | Brasil                      | Festa da Uva Fina                                         |
| 18 de Dezembro de 2015      | Jataí                       | Brasil                      | Parque de Exposições de Jataí                             |
| 19 de Dezembro de 2015      | Belo Horizonte              | Brasil                      | Chevrolet Hall                                            |
| 26 de Dezembro de 2015      | Araranguá                   | Brasil                      | Caverá Country Park                                       |
| 27 de Dezembro de 2015      | Florianópolis               | Brasil                      | Devassa On Stage                                          |
| 28 de Dezembro de 2015      | Guaratuba                   | Brasil                      | Café Curação                                              |
| 29 de Dezembro de 2015      | Salvador                    | Brasil                      | Festa do Pré Reveilon                                     |
| 31 de Dezembro de 2015      | Fortaleza                   | Brasil                      | Praia de Iracema                                          |
| 1 de Janeiro de 2016        | Tibau                       | Brasil                      | Arena Shõw                                                |
| 8 de Janeiro de 2016        | São Paulo                   | Brasil                      | Centro de Tradições Nordestinas                           |
| 9 de Janeiro de 2016        | Penedo                      | Brasil                      | Festa Do Bom Jesus Dos Navegantes                         |
| 15 de Janeiro de 2016       | Bonito                      | Brasil                      | Praça Pública                                             |
| 16 de Janeiro de 2016       | Natal                       | Brasil                      | Shock Casa de Show                                        |
| 17 de Janeiro de 2016       | João Pessoa                 | Brasil                      | Fest Verão Paraíba                                        |
| 21 de Janeiro de 2016       | Balsa Nova                  | Brasil                      | Festa do Milho                                            |
| 22 de Janeiro de 2016       | Mogi das Cruzes             | Brasil                      | Rancho Vacaloca                                           |
| 23 de Janeiro de 2016       | Quirinópolis                | Brasil                      | Praça Pública                                             |
| 24 de Janeiro de 2016       | Guarujá                     | Brasil                      | Café De La Music                                          |
| 29 de Janeiro de 2016       | Guarulhos                   | Brasil                      | Parque do Povo                                            |
| 30 de Janeiro de 2016       | Xangri-lá                   | Brasil                      | Planeta Atlântida                                         |
| 31 de Janeiro de 2016       | Colombo                     | Brasil                      | Festa da Uva                                              |
| 7 de Fevereiro de 2016      | São Mateus                  | Brasil                      | Arena Ao Mar                                              |
| 8 de Fevereiro de 2016      | Salvador                    | Brasil                      | Camarote Villa Mix                                        |
| 12 de Março de 2016         | Brasília                    | Brasil                      | Espaço Villa Mix                                          |
| 19 de Março de 2016         | São José dos Pinhais        | Brasil                      | Parque do Pinhão                                          |
| 20 de Março de 2016         | Nova Iguaçu                 | Brasil                      | Riosampa                                                  |
| 26 de Março de 2016         | Ribeira do Pombal           | Brasil                      | Churralcool Ribeira Do Pombal                             |
| 1 de Abril de 2016          | Rio de Janeiro              | Brasil                      | Barra Music                                               |
| 7 de Abril de 2016          | São Paulo                   | Brasil                      | Villa Country                                             |
| 8 de Abril de 2016          | Rio das Ostras              | Brasil                      | 24ª FEPOA                                                 |
| 9 de Abril de 2016          | Sumaré                      | Brasil                      | Rodeio Sumaré Arena Music                                 |
| 10 de Abril de 2016         | Londrina                    | Brasil                      | Expo Londrina                                             |
| 14 de Abril de 2016         | Botucatu                    | Brasil                      | Aniversário da Cidade                                     |
| 16 de Abril de 2016         | Itapetininga                | Brasil                      | Expoagro                                                  |
| 20 de Abril de 2016         | Biguaçu                     | Brasil                      | Centro De Eventos Petry                                   |
| 21 de Abril de 2016         | Rio de Janeiro              | Brasil                      | Rio Water Planet                                          |
| 22 de Abril de 2016         | Itanhaém                    | Brasil                      | Festa do Peão                                             |
| 23 de Abril de 2016         | Guaratinguetá               | Brasil                      | Recinto De Exposições                                     |
| 29 de Abril de 2016         | Edéia                       | Brasil                      | Exposição Agropecuária                                    |
| 30 de Abril de 2016         | Niterói                     | Brasil                      | Teatro Popular Caminho Niemayer                           |
| 5 de Maio de 2016           | Maringá                     | Brasil                      | Parque Internacional de Exposições Francisco Feio Ribeiro |
| 6 de Maio de 2016           | Aracaju                     | Brasil                      | Arena de Eventos                                          |
| 7 de Maio de 2016           | Itabuna                     | Brasil                      | Arena 29                                                  |
| 8 de Maio de 2016           | Conceição do Coité          | Brasil                      | Manos Fest                                                |
| 11 de Maio de 2016          | Sorriso                     | Brasil                      | Exposorriso                                               |
| 12 de Maio de 2016          | Cuiabá                      | Brasil                      | Musiva                                                    |
| 13 de Maio de 2016          | Santa Branca                | Brasil                      | Fasbra                                                    |
| 14 de Maio de 2016          | Timóteo                     | Brasil                      | Fest Country                                              |
| 15 de Maio de 2016          | Belo Horizonte              | Brasil                      | Festival Brasil Sertanejo                                 |

## Faixas
| N.º            | Título                       | Compositor(es)                                           | Duração  |  |
| 1.             | "Escreve Aí"                 | Bruno Caliman Luan Santana Dudu Borges Douglas Cezar     | 4:03     |  |
| 2.             | "Chuva de Arroz"             | Santana Borges                                           | 3:06     |  |
| 3.             | "Vergonha Na Cara"           | Matheus Aleixo                                           | 3:11     |  |
| 4.             | "Cantada"                    | Santana Borges Jorge Alves                               | 3:17     |  |
| 5.             | "Um Ser Só"                  | Nego Joe                                                 | 3:16     |  |
| 6.             | "O Recado"                   | Borges Tierry Coringa Magno Sant'Anna Filipe Escandurras | 3:11     |  |
| 7.             | "Eu Não Merecia Isso"        | Escandurras                                              | 3:28     |  |
| 8.             | "Café Com Leite"             | Santana Borges Escandurras Marco Carvalho                | 3:15     |  |
| 9.             | "Conto de Fadas"             | Raynner Souza D'Stefany Israel Rodolfo                   | 3:18     |  |
| 10.            | "A Outra"                    | Marlucy Ferreira Bruno Silva Thiago Graciano             | 4:02     |  |
| 11.            | "Falando Sério"              | Elizandra Santos                                         | 4:14     |  |
| 12.            | "Sufoco"                     | Daniel Damasceno Dyliel                                  | 3:20     |  |
| 13.            | "Meteoro"                    | Fernando Fakri                                           | 3:35     |  |
| 14.            | "Um Beijo"                   | Fakri                                                    | 3:01     |  |
| 15.            | "Amar Não É Pecado"          | Fred Gustavo Marco Aurélio Márcia Araújo                 | 3:30     |  |
| 16.            | "Você Não Sabe o Que É Amor" | Fakri                                                    | 3:13     |  |
| 17.            | "Te Esperando"               | Matheus Santos / Bruno Caliman                           | 4:31     |  |
| 18.            | "Te Vivo"                    | Santana Thiago Servo                                     | 3:12     |  |
| 19.            | "Cê Topa"                    | Santana Cezar Caco Nogueira Borges                       | 3:15     |  |
| 20.            | "Tudo Que Você Quiser"       | Aleixo Felipe Oliver                                     | 3:35     |  |
| Duração total: | Duração total:               | Duração total:                                           | 01:09:33 |  |

| DVD |                               |         |  |
| N.º | Título                        | Duração |  |
| 1.  | "Abertura"                    |         |  |
| 2.  | "Escreve Aí"                  |         |  |
| 3.  | "Um Beijo"                    |         |  |
| 4.  | "Chuva de Arroz"              |         |  |
| 5.  | "O Recado"                    |         |  |
| 6.  | "Eu Não Merecia Isso"         |         |  |
| 7.  | "Você Não Sabe o Que é Amor"  |         |  |
| 8.  | "Cantada"                     |         |  |
| 9.  | "Amar Não É Pecado"           |         |  |
| 10. | "Vergonha Na Cara"            |         |  |
| 11. | "Cê Topa"                     |         |  |
| 12. | "Café Com Leite"              |         |  |
| 13. | "Falando Sério"               |         |  |
| 14. | "Sufoco"                      |         |  |
| 15. | "Meteoro"                     |         |  |
| 16. | "A Outra"                     |         |  |
| 17. | "Um Ser Só"                   |         |  |
| 18. | "Te Vivo"                     |         |  |
| 19. | "Conto de Fadas"              |         |  |
| 20. | "Te Esperando"                |         |  |
| 21. | "Tudo Que Você Quiser"        |         |  |
| 22. | "Making Of Luan P&B" (Extras) |         |  |

### LP
| Lado A |                        |                                                      |         |  |
| N.º    | Título                 | Compositor(es)                                       | Duração |  |
| 1.     | "Escreve Aí"           | Bruno Caliman Luan Santana Dudu Borges Douglas Cezar | 4:03    |  |
| 2.     | "Chuva de Arroz"       | Santana Borges                                       | 3:06    |  |
| 3.     | "Vergonha Na Cara"     | Matheus Aleixo                                       | 3:11    |  |
| 4.     | "Cantada"              | Santana Borges Jorge                                 | 3:17    |  |
| 5.     | "Um Ser Só"            | Nego Joe                                             | 3:16    |  |
| 6.     | "Tudo Que Você Quiser" | Aleixo Felipe Oliver                                 | 3:35    |  |

| Lado B |                       |                                                          |         |  |
| N.º    | Título                | Compositor(es)                                           | Duração |  |
| 7.     | "O Recado"            | Borges Tierry Coringa Magno Sant'Anna Filipe Escandurras | 3:11    |  |
| 8.     | "Eu Não Merecia Isso" | Escandurras                                              | 3:28    |  |
| 9.     | "Café Com Leite"      | Santana Borges Escandurras Marco Carvalho                | 3:15    |  |
| 10.    | "Conto de Fadas"      | Raynner Souza D'Stefany Israel Rodolfo                   | 3:18    |  |
| 11.    | "A Outra"             | Marlucy Ferreira Bruno Silva Thiago Graciano             | 4:02    |  |
| 12.    | "Te Esperando"        | Caliman                                                  | 4:31    |  |

## Participação em trilha sonora
- "Eu Não Merecia Isso" fez parte da trilha sonora da novela Sete Vidas da Rede Globo.[10]
- "Escreve Aí" fez parte da trilha sonora da novela I Love Paraisópolis da Rede Globo, tema das personagens de Tatá Werneck e Danton Mello.[11]
- "Cantada" fez parte da trilha sonora da novela Malhação: Seu Lugar no Mundo da Rede Globo, tema das personagens de Marina Moschen e Nicolas Prattes.[12]

## Desempenho nas tabelas musicais

### Paradas semanais
| Parada musical (2015)    | Melhor posição |
| ------------------------ | -------------- |
| Brasil (ABPD Top Álbuns) | 1              |
| Brasil (ABPD Top DVDs)   | 1              |

### Fim de ano
| Tabela musical (2015)        | Posição |
| ---------------------------- | ------- |
| Brasil (Top Anual ABPD CDs)  | 2       |
| Brasil (Top Anual ABPD DVDs) | 2       |

## Histórico de lançamento
| Região | Data                | Formato(s)              |
| ------ | ------------------- | ----------------------- |
| Brasil | 14 de abril de 2015 | Download digital [ 15 ] |
| Brasil | 22 de abril de 2015 | CD DVD Blu-ray          |
| Brasil | 12 de maio de 2015  | LP                      |